# Грей, Роуз
Роуз Грей (англ. Rose Gray; род. 31 декабря 1996 года) — британская певица и автор песен.

## Ранняя жизнь
Грей родилась в лондонском боро Харингей во время домашних родов. Своё детство она провела в Уолтемстоу. Мать и отчим Грей — актёры; именно они прививали ей любовь и интерес к музыке с детства.
С подростковых лет Грей интересовалась ночной жизнью Лондона, какое-то время проработав в ночном клубе Fabric.

## Музыкальная карьера
В подростковые годы Грей подписала контракт с музыкальным лейблом и начала работу автором песен, написав более 100 треков. Вскоре она решила уйти с лейбла, при этом ей не были переданы права на созданные треки.
В 2019 году Грей вернулась к созданию музыки, представив дебютный сингл «Good Life». На протяжении следующих двух лет она активно выпускала треки, а в 2021 году представила дебютный микстейп Dancing, Drinking, Talking, Thinking. Издание DIY похвалило проект, назвав Грей «артисткой, за которой нужно следить».
В 2022 году Грей подписала контракт с лейблом PIAS и выпустила мини-альбом Synchronicity. Годом позднее она представила мини-альбом Higher Than The Sun, а также сингл «Happiness» и совместную с французским диджеем Kungs песню «Afraid Of Nothing». В том же году она поучаствовала в записи трека «Call Me A Lioness», ставшего официальным гимном английской команды на Чемпионате мира по футболу среди женщин.
Грей продолжала погружаться в клубную жизнь, начав регулярно выступать в клубах и исполнять там свою музыку. В 2024 году она представила синглы «Free», «Angel Of Satisfaction», «Switch», «Wet & Wild» и «Party People» в поддержку дебютного альбома Louder, Please. Премьера пластинки состоялась 17 января 2025 года. Альбом получил положительные отзывы от Rolling Stone UK, The Guardian, NME, Dork, Exclaim! и Clash. В этом же году Грей выступила на разогреве европейского тура Sugababes, а также была объявлена в качестве разогрева к грядущему американскому туру Кеши.

## Личная жизнь
С 2018 года Грей находится в отношениях с британским актёром Харрисом Дикинсоном, с которым познакомилась в школьные годы.
Грей является на четверть ирландкой.

## Дискография

### Альбомы
| Название       | Детали                                                                                |
| -------------- | ------------------------------------------------------------------------------------- |
| Louder, Please | - Дата выхода: 17 января 2025 - Лейбл: PIAS - Формат: LP, цифровые загрузки, стриминг |

### Микстейпы
| Название                             | Детали                                                                                        |
| ------------------------------------ | --------------------------------------------------------------------------------------------- |
| Dancing, Drinking, Talking, Thinking | - Дата выхода: 22 января 2021 - Лейбл: On The Blue Line - Формат: цифровые загрузки, стриминг |

### Мини-альбомы
| Title               | Details                                                                            |
| ------------------- | ---------------------------------------------------------------------------------- |
| Synchronicity       | - Дата выхода: 12 July 2022 - Лейбл: PIAS - Формат: цифровые загрузки, стриминг    |
| Higher Than the Sun | - Дата выхода: 1 February 2023 - Лейбл: PIAS - Формат: цифровые загрузки, стриминг |

## Награды и номинации
| Церемония                 | Год  | Песня      | Категория                   | Результат |
| ------------------------- | ---- | ---------- | --------------------------- | --------- |
| Berlin Music Video Awards | 2023 | Promise Me | Лучшее низкобюджетное видео | Номинация |